# Seredî, Iemilciîne
Seredî (în ucraineană Середи) este localitatea de reședință a comunei Seredî din raionul Iemilciîne, regiunea Jîtomîr, Ucraina.

## Demografie
Componența lingvistică a localității Seredî
     Ucraineană (99,42%)
     Alte limbi (0,58%)
Conform recensământului din 2001, majoritatea populației localității Seredî era vorbitoare de ucraineană (99,42%), existând în minoritate și vorbitori de alte limbi.